# Marina City
Marina City es un complejo de edificios de uso mixto que ocupa toda una manzana de la Calle State en Chicago, Illinois, Estados Unidos. Está situado en la orilla norte del Río Chicago en el centro de Chicago, justo enfrente del Loop. El complejo se compone de dos torres de 65 plantas y 179 m de altura con forma de mazorca de maíz. También contiene un auditorio con forma de silla de montar y un hotel de media altura, todos sobre una plataforma elevada al lado del Río Chicago. Debajo de la plataforma, al nivel del río, hay un pequeño puerto deportivo para embarcaciones de recreo, que da nombre al complejo. Marina City fue el primer edificio de Estados Unidos construido con grúas torre.

## Historia

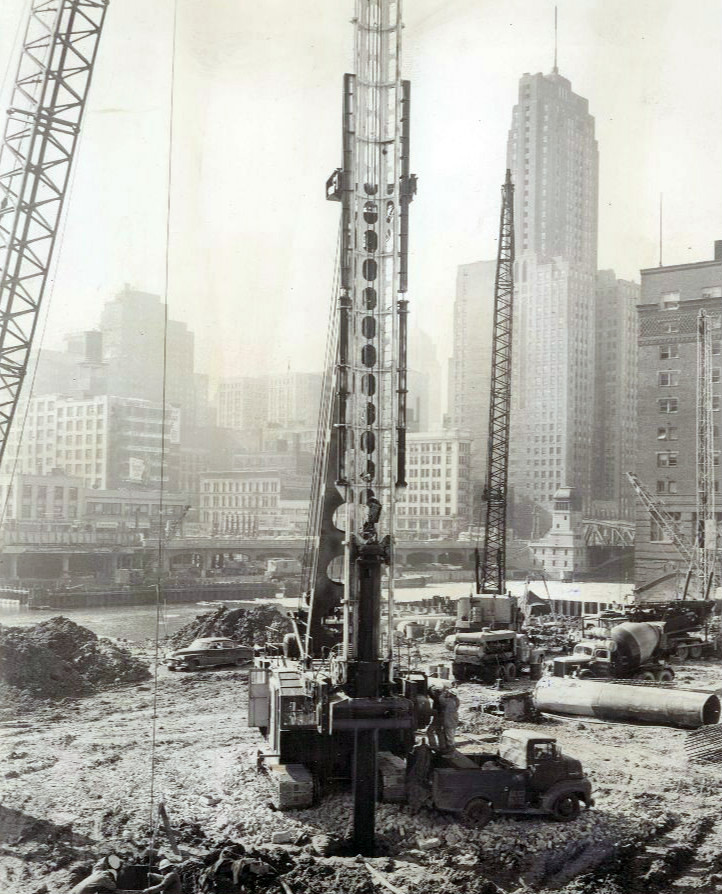
La construcción de los cimientos de Marina City, 1961.

Marina City fue diseñada en 1959 por el arquitecto Bertrand Goldberg y se completó en 1964 con un coste de 36 millones de dólares, financiados en gran medida por la unión de conserjes y ascensoristas, que buscaban invertir el white flight del centro a las afueras de la ciudad. Cuando se completaron, las dos torres eran los edificios residenciales más altos del mundo y las estructuras de hormigón armado más altas del mundo. El complejo se construyó como una “ciudad dentro de una ciudad”, con numerosas instalaciones como un teatro, gimnasio, piscina, pista de patinaje sobre hielo, bolera, tiendas y restaurantes, y, por supuesto, un puerto deportivo.
Marina City fue construida por una empresa conjunta de Brighton Construction Company, propiedad de Thomas J. Bowler, y James McHugh Construction Company. James McHugh Construction Co. construiría posteriormente Water Tower Place en 1976 y Trump International Hotel and Tower en 2009, y ambas fueron las estructuras de hormigón armado más altas del mundo cuando se completaron.

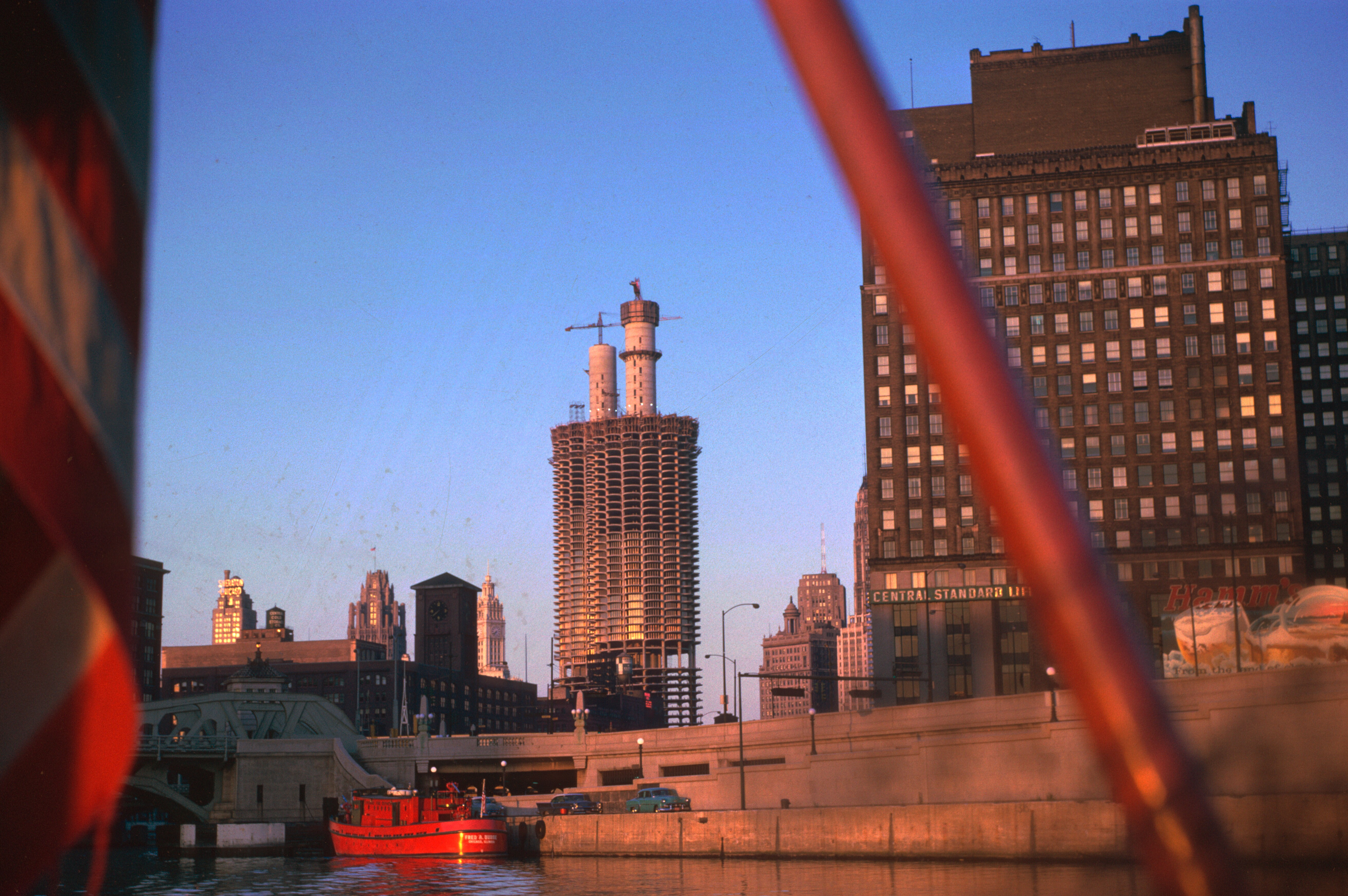
Marina City en construcción.

La emisora de radio local WCFL tenía sus estudios en el edificio de oficinas de Marina City. La cadena de televisión local WFLD (FOX Channel 32), tuvo sus estudios y transmisor en Marina City durante dieciocho años hasta que fueron comprados por Metromedia. WLS-TV (ABC Channel 7) tuvo su transmisor en lo alto de Marina City hasta que se construyó la Torre Willis (antiguamente llamada Torre Sears).
Marina City fue el primer complejo de rascacielos residenciales de la posguerra de los Estados Unidos y es reconocido ampliamente por comenzar el renacimiento residencial de los centros de las ciudades norteamericanas. Su esquema de uso mixto residencial y oficinas y rascacielos con aparcamientos en las primeras plantas se ha convertido en un modelo de desarrollo urbano. La construcción de Marina City usó la primera grúa torre en los Estados Unidos.

## Arquitectura

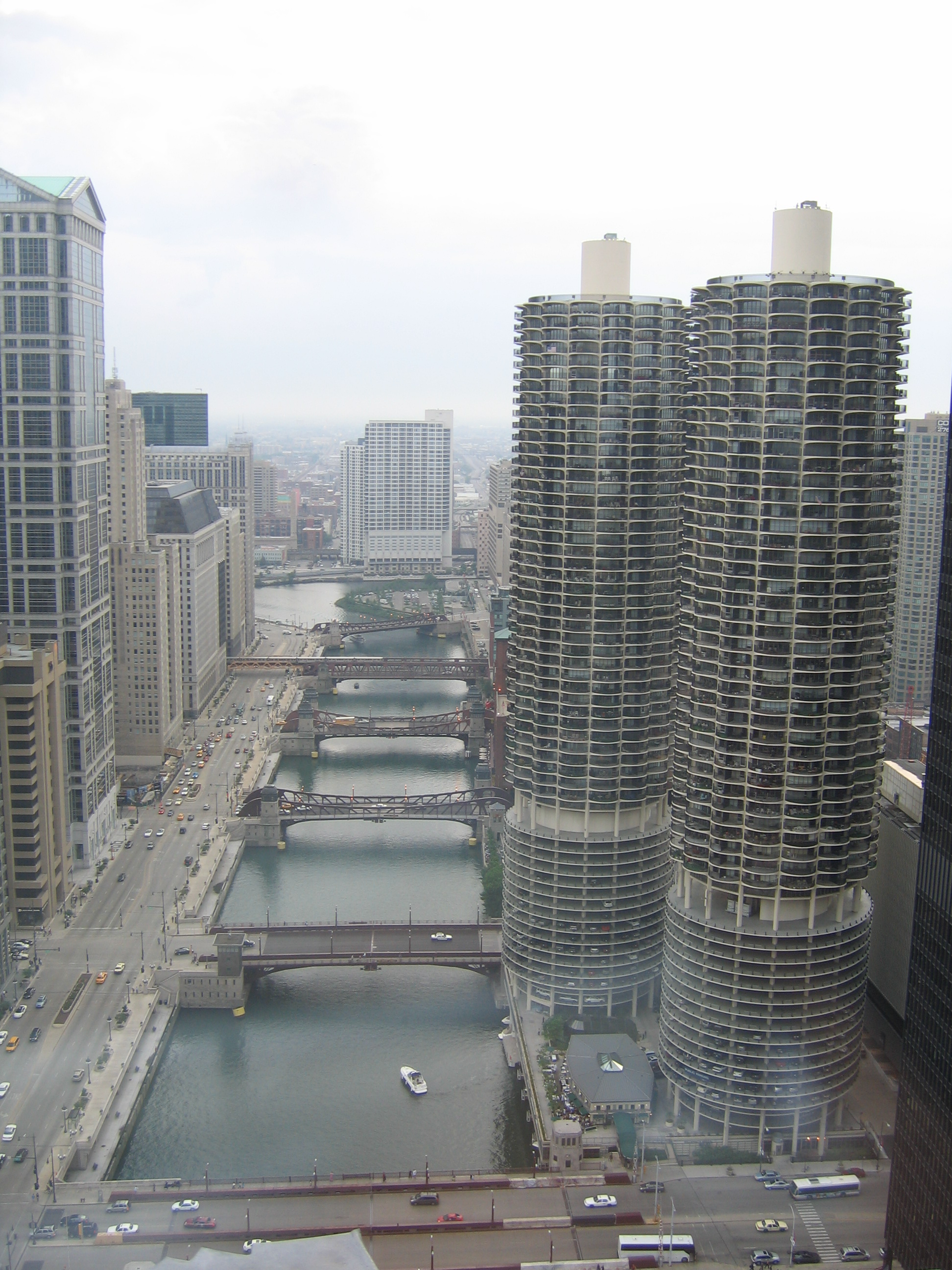
Marina City en la orilla norte del río.

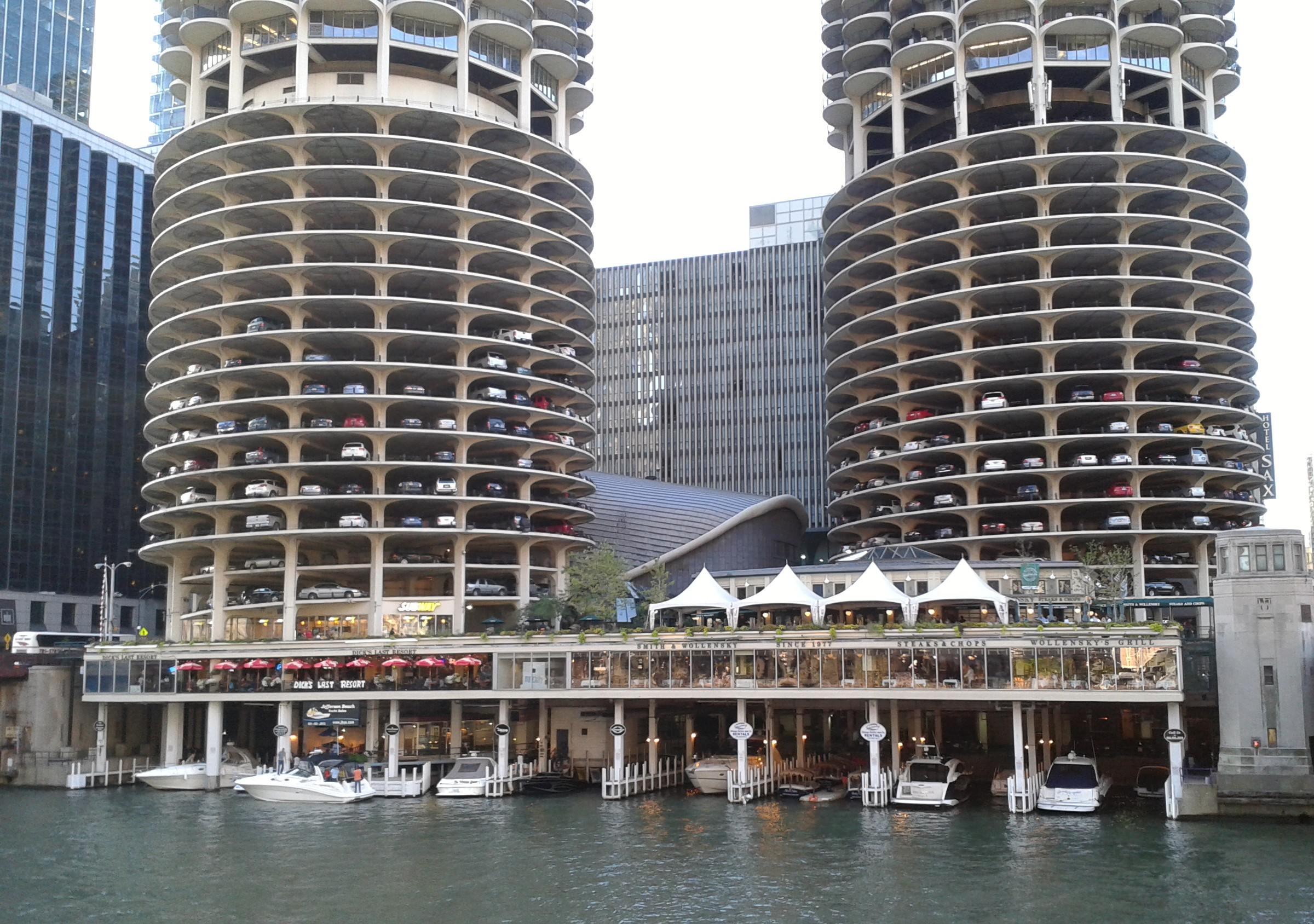
El puerto deportivo de Marina City.

Las dos torres tienen plantas idénticas. Las diecinueve plantas más bajas forman un aparcamiento espiral al aire con aparcacoches, que tiene 896 plazas en cada edificio. La planta veinte de cada torre contiene una lavandería con vistas del Loop, mientras que las plantas 21 a la 60 contienen apartamentos (450 en cada torre). En la última planta, la 61, hay una azotea al aire libre. Se accede a los edificios por vestíbulos separados que comparten un entresuelo bajo el terreno así como entradas por la plaza, junto a la "House of Blues". Originalmente eran apartamentos de alquiler, pero en 1977 el complejo se convirtió en un comunidad de propietarios.
Los apartamentos de Marina City son únicos porque no contienen casi ningún ángulo recto en el interior. En cada planta residencial, un pasillo circular rodea el núcleo de ascensores, que tiene 10 m de diámetro, con 16 cuñas dispuestas alrededor del pasillo. Los apartamentos se componen de estas cuñas triangulares. Los baños y las cocinas se sitúan más cerca del vértice de cada cuña, hacia el interior del edificio. Las zonas de estar ocupan las zonas más exteriores de cada cuña. Cada cuña termina con un balcón semicircular de 16,3 m², separado de las zonas de estar con un ventanal del suelo al techo. Debido a esta disposición, cada salón y dormitorio en Marina City tiene un balcón.
Los apartamentos son también particulares en que funcionan solo con electricidad; no usan gas natural ni propano. No tienen agua caliente, aire acondicionado ni calor desde una fuente central, como era común en la época en la que se construyeron. En su lugar, cada unidad contiene calentadores de agua, unidades de refrigeración y calefacción, y cocinas eléctricas individuales; los residentes pagan individualmente por la electricidad necesaria para hacer funcionar estos aparatos. Esto puede haber sido una decisión financiera por parte de los dueños del edificio; en el momento en el que se construyeron estas torres, la compañía eléctrica local, Commonwealth Edison, proporcionaba los caros transformadores gratis o a bajo coste siempre que los edificios fueran totalmente eléctricos.
Además, destaca la velocidad de sus ascensores. Se tarda unos 35 segundos en subir desde el vestíbulo hasta las azoteas de la planta 61.[cita requerida]
Las torres fueron premiadas por la Sección de Nueva York del American Institute of Architects en 1965 por su innovación.
Se dice que el diseño con forma de mazorca de maíz de las torres inspiró un diseño parecido de la torre The Corinthian en Nueva York.[cita requerida]
En 2007, la junta del condominio reclamó polémicamente poseer derechos de autor y de marca del nombre e imagen de los edificios, aunque no son propietarios del aparcamiento situado debajo de la planta veinte de cada edificio. Afirman que cualquier uso comercial (por ejemplo, en películas o páginas de Internet) de imágenes de los edificios o el nombre "Marina City" sin permiso es una violación de sus derechos de propiedad intelectual.

## Uso
Actualmente el complejo alberga la sala de conciertos House of Blues y el Hotel Chicago, así como la bolera de lujo 10pin, un banco y los restaurantes Bin 36, Smith and Wollensky, y Dick's Last Resort. 
La sala de conciertos "House of Blues" se construyó en el abandonado cine del complejo; similarmente, el hotel se construyó en lo que era antiguamente el edificio de oficinas de Marina City. Para alojar a Smith and Wollensky, se demolió la antigua pista de patinaje sobre hielo y se rediseñó el acceso, tanto peatonal como de los vehículos, a las torres y la plaza elevada común. En 2006 se instaló iluminación decorativa, visible a kilómetros de distancia, alrededor de los techos circulares de los casetones que coronan cada torre; las torres no han tenido ninguna iluminación desde la década de 1960.

## Vistas

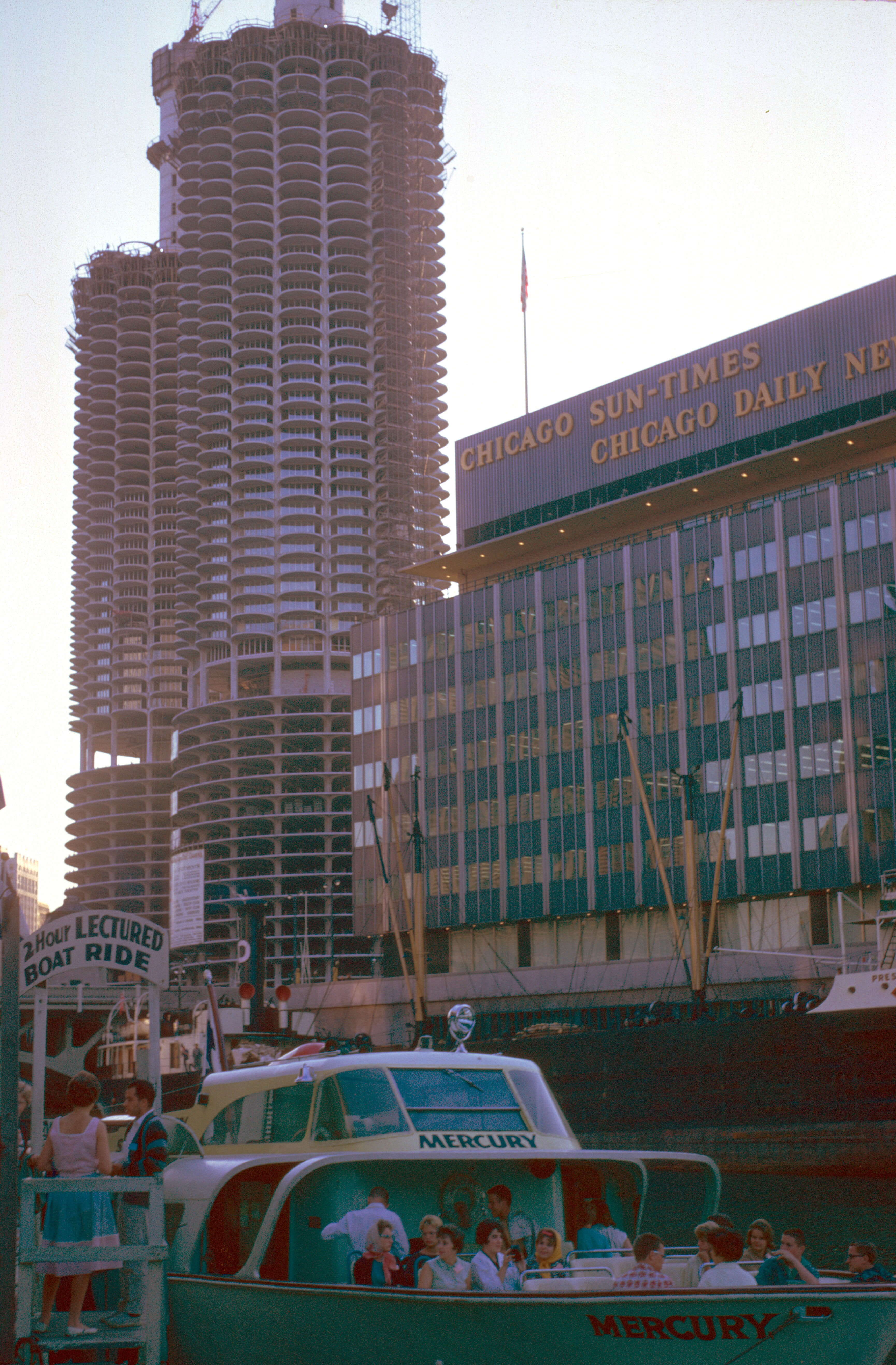
Otra imagen de la construcción del complejo.

Al sur, las torres tienen imponentes vistas de la rama principal del Río Chicago y el Chicago Loop detrás de él. Al oeste, puede verse la división del Río Chicago entre sus ramas del norte y del sur, el Merchandise Mart, la Torre Willis, y la gran expansión de la ciudad hacia el oeste. Al norte, las torres dan a los barrios River North, Old Town, Gold Coast y los barrios del norte de Chicago según se extienden hacia Evanston. Al este las torres permiten apreciar la desembocadura del Río Chicago, el Lago Míchigan, Navy Pier, y el Parque Grant.
Desde las viviendas, en días claros es posible ver los edificios de oficinas de la Interstate 294, situados a más de treinta kilómetros hacia el oeste. En las noches de primavera e invierno se puede ver iluminado el Wrigley Field durante los partidos de béisbol, a unos siete kilómetros al norte. 
Algunas de estas vistas se han obstruido recientemente debido a la construcción de nuevos edificios. Tras más de 40 años sin obstrucciones al norte y noroeste, en primavera de 2006 comenzó la construcción de varios proyectos en los solares vacíos situados inmediatamente al noroeste de las torres, en la intersección de las calles North Dearborn y West Kinzie, que incluyen un hotel de media altura y un rascacielos de oficinas, que obstruirán parcialmente las vistas de estas direcciones desde Marina City. En 2009 se terminó la construcción de un rascacielos situado al oeste de Marina City, 300 North LaSalle, que ha bloqueado la vista del oeste desde las plantas más altas de Marina City.

## En la cultura popular

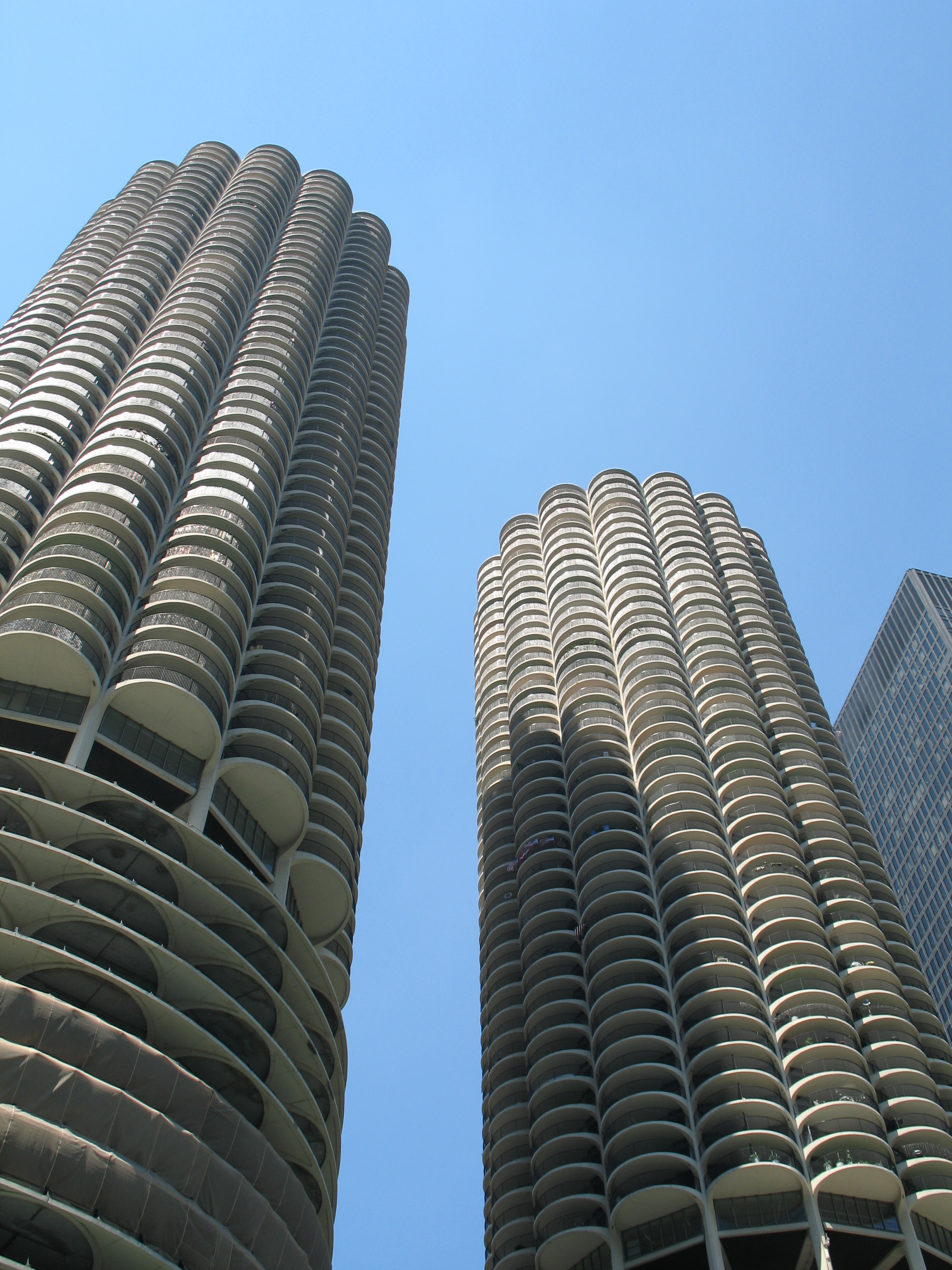
Las torres vistas desde un barco en el Río Chicago.

- Las torres aparecen en la cubierta frontal del álbum de 2002 Yankee Hotel Foxtrot de la banda de Chicago Wilco, lo que ha hecho que se llame en ocasiones a Marina City como "Wilco Towers".[3]
- Las torres están en un collage en la contracubierta del álbum de 1971 de Sly and the Family Stone, There's a Riot Goin' On.
- Aparece una torre en la carátula del álbum debut de los Revolting Cocks, Big Sexy Land, publicado en 1986 por la discográfica Wax Trax! Records.
- El logotipo usado por la discográfica Mercury Records en la década de 1970 y comienzos de la década de 1980 incluía un dibujo de las torres, junto con IBM Plaza y el John Hancock Center.
- La emisora de radio AM WCFL estuvo en la planta dieciséis del edificio de oficinas desde 1965 hasta 1985. El Estudio Uno tenía vistas del Río Chicago.
- Las torres son un fondo usado en el vídeo oficial de la canción "Rockstar" de Nickelback.

Entre las apariciones de las torres en películas, videojuegos y la televisión están: 
- The Bob Newhart Show (1972–1978). La secuencia de apertura incluye una toma de Marina City, haciendo que muchos supongan que el personaje vivía allí. Marina City está situado justo dos manzanas al este del edificio que se usó para las tomas exteriores de la oficina de Bob. El edificio usado para las tomas exteriores del apartamento de Bob está a unos once kilómetros al norte, en Sheridan Road, en el barrio de Edgewater.
- Three The Hard Way (1974), Jagger Daniels (Fred Williamson) vive en una de las torres.
- The Hunter (1980), "Papa" Thorson (Steve McQueen) persigue a un sospechoso en un coche por el aparcamiento. El sospechoso pierde el control y se sale por una planta alta del aparcamiento al Río Chicago. Esta escena fue recreada posteriormente por un anuncio de Allstate en 2006/2007.[4]
- En el primer capítulo de la temporada de 1985 de El Coche Fantástico, "Knight of the Juggernaut," cuando Michael Knight y Marta Simmons estaban escapando de los secuaces de Nordstrom.
- Nada en común (1986), la rampa del aparcamiento se usó para grabar algunas secuencias en esta película de Tom Hanks.
- La banda británica Thompson Twins usó las torres como fondo en el vídeo de su single de 1986 "Nothing in Common", parte de la banda sonora oficial de la película Nada en común (1986).
- Las torres también aparecen con frecuencia en tomas de Chicago, en especial:
  - Películas: The Blues Brothers (1980), Ferris Bueller's Day Off (1986), Curly Sue (1991), Captain Ron (1992), Yo, robot (2004), The Break-Up (2006), The Dark Knight (2008), Wanted (2008)
  - Televisión: "Tweener" (un episodio de 2005 de Prison Break)
- En el videojuego de carreras Emergency Call Ambulance (Sega 1999) el jugador conduce entre las torres en el tercer caso, y en el último caso se pueden ver las torres a lo lejos.

## Véase también

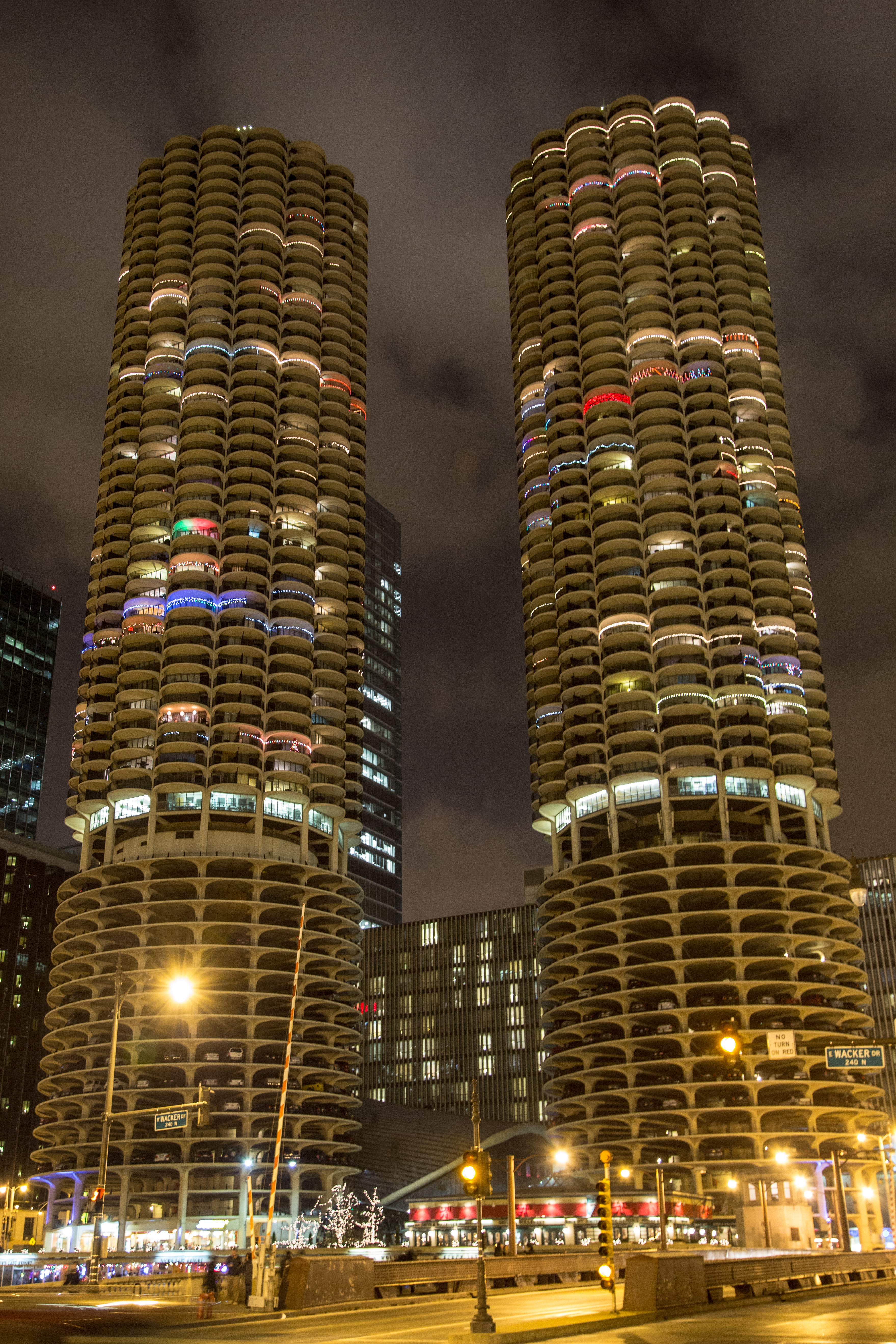
Marina City en diciembre de 2012.